# Val d'Aulnay
Le Val d'Aulnay est une partie de Châtenay-Malabry à la frontière avec Le Plessis-Robinson, autour de l'ancien hameau d'Aulnay. Au creux du vallon coule le ru d'Aulnay.
Il contient, aujourd'hui : 

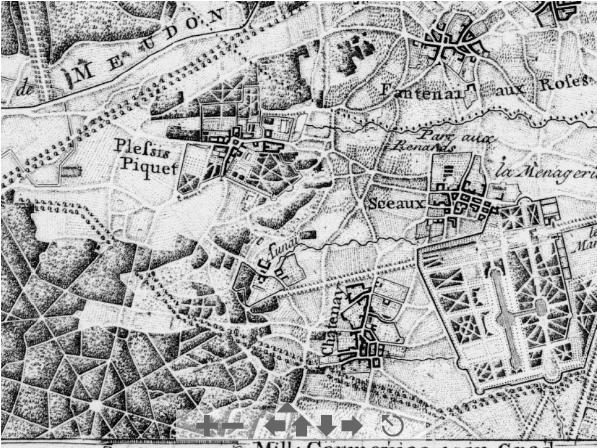
Châtenay-Malabry en 1751, montrant le hameau et le rû d'Aulnay (Aunai)

- la propriété de la Vallée-aux-Loups, où vécut l'écrivain François-René de Chateaubriand
- l'Arboretum de la Vallée-aux-Loups, anciennes pépinières Croux
- la propriété de L'Île Verte
- le parc boisé
- la propriété des Friches
- la propriété d'Aulnay (ou propriété Thévenin)
- la propriété de la Ceriseraie
- la propriété des Porchères
- la propriété des Glycines, demeure de la famille de pépiniéristes Croux